# Józef Tovini
Józef Tovini, właśc. wł. Giuseppe Tovini (ur. 14 marca 1841 w Cividate Camuno, zm. 16 stycznia 1897 w Bresci) – włoski prawnik, członek Akcji Katolickiej, tercjarz franciszkański (OFS), stryj bł. Mojżesza Tovini, błogosławiony Kościoła rzymskokatolickiego.
Był pierwszym z siedmiorga dzieci swoich rodziców. Szkołę średnią ukończył w Weronie, a studia prawnicze w Pawii. Następnie przeniósł się do Brescii. W 1875 roku ożenił się z Emilią Corbolani i miał z nią dziesięcioro dzieci. W latach 1871–1874 był burmistrzem Cividate. Zlikwidował zadłużenie miasta i rozpoczął budowę linii kolejowej. W 1872 założył (wł.) Banca di Vallecamonica w Banco Ambrosiano.
Zmarł w opinii świętości mając 55 lat.
Został beatyfikowany przez papieża Jana Pawła II w dniu 20 września 1998 roku.